# Lenyrhova heckmanniae
Lenyrhova heckmanniae is een vlinder uit de familie wespvlinders (Sesiidae), onderfamilie Sesiinae.
Lenyrhova heckmanniae is voor het eerst wetenschappelijk beschreven door Aurivillius in 1909. De soort komt voor in het Afrotropisch gebied.